# Hymne de la Corda Fratres

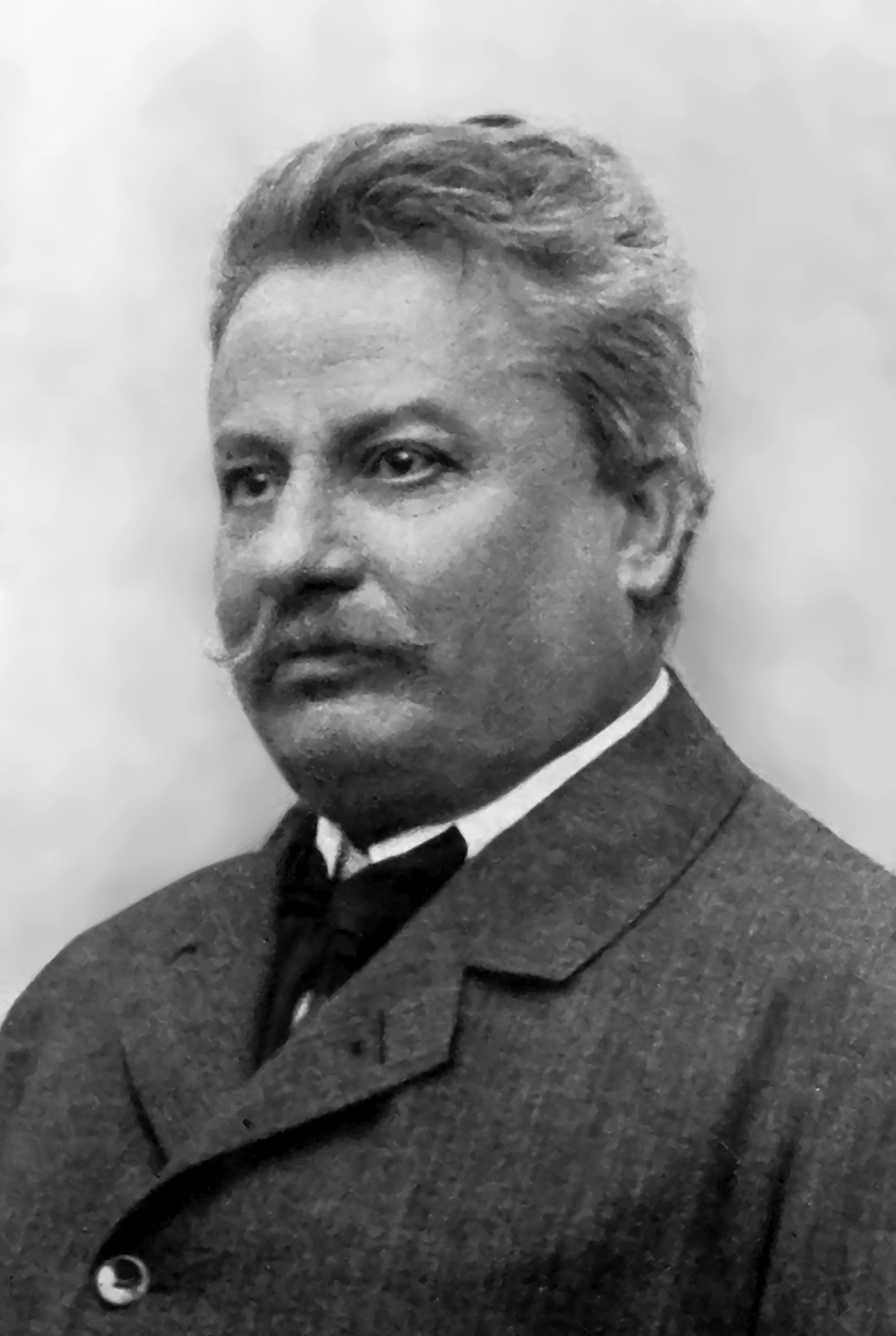
L'auteur de l'hymne, le poète italien Giovanni Pascoli.

L'hymne de la Corda Fratres,  Fédération internationale des étudiants, a été composé le 21 novembre 1898 par le poète italien et professeur de latin à l'université de Messine Giovanni Pascoli (1855-1912).
Comme le Gaudeamus igitur, il a été rédigé en latin, langue dont la connaissance était alors très répandue dans les universités du monde entier.
Cet hymne, rédigé en strophes alcaïques, n'a jamais été mis en musique. Initialement Pietro Mascagni s'était engagé à le faire. Il n'a finalement pas réalisé son projet.

## Paroles
Carmen « CORDA FRATRES »
Utcumque dulcis limina patriae

solo exsulantes corpore liquimus

miramur ignotis in oris

nota diu bene corda, fratres.
Qui cum sciamus bella parentibus

pugnata, « Signum dicite » dicimus

utrique : « Pax » et « Lux » utrimque

corda sonant et « Havete, fratres ».
Nos terra, sacris, aequore, legibus

divisa pubes absumus, adsumus

non ora nec linguam genusve

consimiles, nisi corda fratres.
Messina, 21 novembre 1898
Corda Fratres
Quand nous laissons le sol de la douce patrie, partant avec le corps et restant avec l'âme, voici qu'en pays inconnus nous sommes émerveillés de trouver des cœurs déjà connus, ô frères !
Nous, qui savons quelque chose des guerres où se combattirent nos pères, les uns et les autres disons « le mot de passe », et de part et d'autre les cœurs répondent « Paix » et « Lumière » et « Joie avec vous, ô frères » !
Nous, jeunesse divisée par la terre et la mer, la religion et les lois, sommes éloignés et proches, absents et présents, différents entre nous par le visage, la langue et les ancêtres, mais de cœur... frères !
Messine, 21 novembre 1898
Version italienne, traduite du latin par Giovanni Pascoli :
Corda Fratres
Quando lasciamo le soglie della dolce patria, partendo col corpo e restando con l'anima, ecco in paesi sconosciuti ci meravigliamo di trovare dei cuori conosciuti ben da gran tempo, o fratelli !
Noi che sappiamo qualcosa delle guerre che combatterono i nostri padri, gli uni agli altri diciamo « La parola d'ordine », e dall'una e dall'altra parte i cuori rispondono « Pace » e « Luce » e « Gioia con voi, o fratelli ! »
Noi, gioventù divisa da terra e mare, da religione e da leggi, siamo lontani e vicini, assenti e presenti, non simili tra noi di faccia, di lingua e di schiatta, ma di cuore... fratelli !
Messina, 21 novembre 1898